# Husumer Tal
Das Husumer Tal ist ein Naturschutzgebiet im Landkreis Northeim.
Das Gebiet liegt östlich von Northeim und reicht bis an Hammenstedt heran. Der Hammenstedter Bach (ein Zufluss der Rhume) und seine Aue mit den sich anschließenden Feuchtwiesen prägen das Erscheinungsbild der geschützten Fläche. Der Name bezieht sich auf die Wüstung Husum bei Hammenstedt.  
Schutzzweck ist die Erhaltung der hier vernetzten Biotope, unter denen sich auch kleine Stillgewässer befinden.
Das Naturschutzgebiet ist 123 ha groß. Der Schutz trat 1985 in Kraft.